# 366th Fighter Wing
Le 366th Fighter Wing (366th FW, 366e Escadre de chasse), est une unité de chasse de l'Air Combat Command de l'United States Air Force basée à Mountain Home Air Force Base dans l'Idaho.

## Organisation actuelle
- 366th Operations Group :
  - 389th Fighter Squadron sur F-16CJ/DJ
  - 390th Fighter Squadron sur F-15C/D
  - 391st Fighter Squadron sur F-15E
  - 388th Electronic Combat Squadron basé à Naval Air Station Whidbey Island dans l'État de Washington

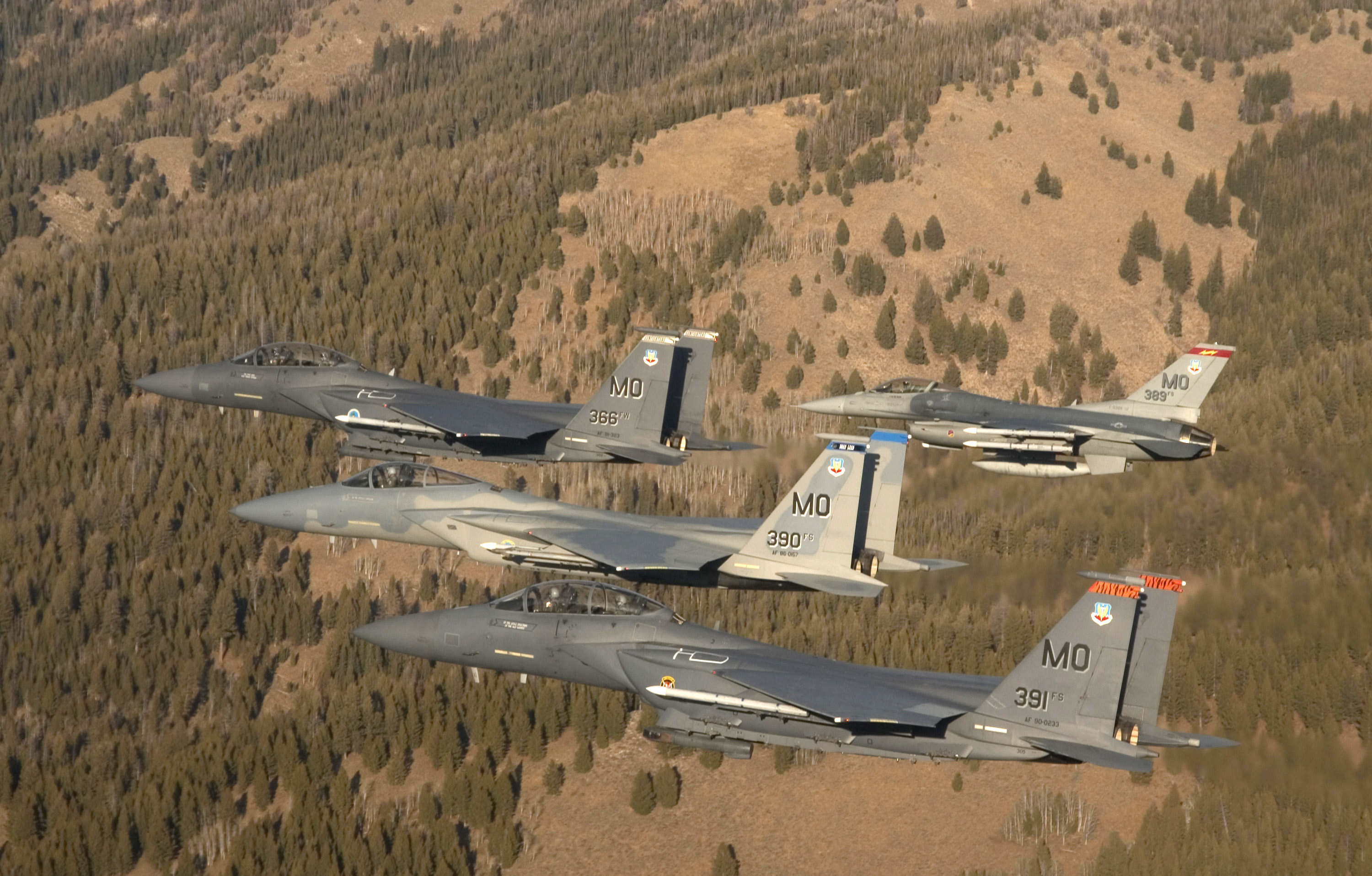
Patrouille comprenant le F-15E "flagship" du 366th FW et celui de chacun de ses trois escadrons : un F-16CJ du 389th FS, un F-15C du 390th FS et un autre F-15E du 391st FS

- 366th Maintenance Group
- 366th Mission Support Group
- 366th Medical Group

.